# Gaspard Larsonneur
Gaspard Larsonneur est un surfeur professionnel français né en Bretagne le 26 février 1994, membre du club de surf de l'ESB La Torche dans le Finistère et qui évolue sur le circuit européen WQS.

## Biographie et carrière
Cadet d'une famille de marins et passionné par les sports de glisse , Gaspard Larsonneur se lance dans le surf dès l'âge de 8 ans. Il s'inspire de ses frères et débute sur les vagues du spot de La Torche. C'est ici que l’École de surf de Bretagne le détecte dès son plus jeune âge avant d'être intégré au Pôle Espoir de la Torche. Il se révèle être un surfeur polyvalent aussi à l’aise en longboard qu’en shortboard. Sélectionné en équipe de France espoir, il remporte les titres de Champion de France et d'Europe en longboard dans sa catégorie alors qu'il n'est âgé que de 17 ans.
En 2019, il devient champion de France Open sur le spot des Culs-Nuls à Hossegor. 
Gaspard Larsonneur participe depuis 2009 aux compétitions du circuit professionnel WQS. En 2020, il remporte le QS 1500 Cabreiroá Pro Las Americas aux Canaries devenant le premier surfeur breton à gagner une compétition de ce niveau. 
En 2021, il termine à la 13ème place du circuit WQS européen et participe à la première édition du circuit Challenger Series de la World Surf League, antichambre du Championship Tour, la première division mondiale de surf. Aligné sur trois des quatre évènements du circuit (US Open, MEO Vissla Pro Ericeira et Quiksilver Pro France), Gaspard Larsonneur termine à la 91ème du classement Challenger Series.
A l'issue de la saison 2021-2022, Gaspard Larsonneur termine 7e du classement WQS européen et se qualifie pour le circuit Challenger Series 2022.

## Palmarès et résultats

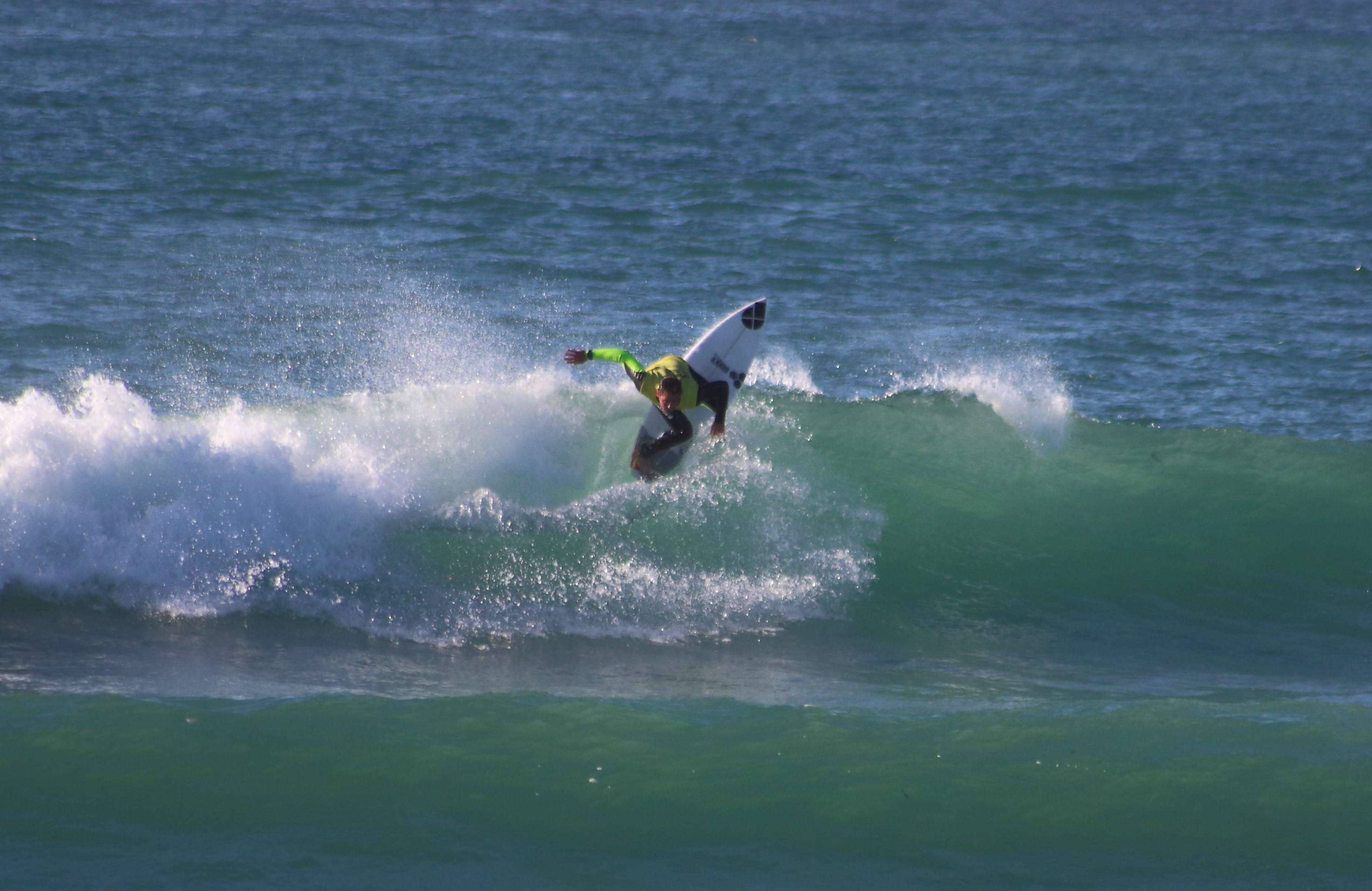
Gaspard Larsonneur aux Wave Games 2018

### Shortboard

#### Régional
- 2010, 2011, 2012, Vainqueur de la coupe de Bretagne

#### National
- 2010 : 4e au championnat de France
- 2011 : Vainqueur d’une coupe de France
- 2012 : Vice champion de France
- 2013 : Vice champion de France
- 2014 : 3e du circuit Coupe de France
- 2015 : 2e du circuit Coupe de France[6], 1er[7] et 2e aux deux premières étapes
- 2016 : 3e du circuit Coupe de France[8], 1er à la 2e étape, à Mimizan[9].
- 2019: Champion de France shortboard open[10]

#### International
- 2012
  - 33e au championnat du monde
  - 7e au classement européen junior
- 2014
  - 9e au classement européen junior
- 2020
  - 1er du Cabreiroá Pro Las Americas (QS 1500) de Tenerife[11]
- 2021
  - 3e du Estrella Galicia Santa Cruz Pro pres by Noah Surf House (QS 3000) à Santa Cruz (Madère) au Portugal[12]
  - 13e au classement européen WQS
- 2022
  - 3e du Seat Pro Netanya (QS 3000) à Netanya en Israël[13]
  - 7e au classement européen WQS[14]

### Longboard
- Champion de France 2012, catégorie « espoir »[15].
- Champion d’Europe 2012, catégorie « espoir »[16],[17].

### Classements
| Année                    | 2019 | 2020 | 2021 | 2022 | 2023 |
| ------------------------ | ---- | ---- | ---- | ---- | ---- |
| Challenger Series        |      |      | 91e  | 111e |      |
| Qualifying Series        | 278e | 86e  |      |      |      |
| Qualifying Series Europe | 55e  | 1er  | 13e  | 7e   |      |

## Filmographie
- La Torche[18] (2017)

- J'irai dormir chez moi (Saison 1 - 2019)

- Circuit court (2020)

Réalisée par Robin Aussenac, la vidéo a été tournée en Bretagne durant l'hiver 2020.
- J'irai dormir chez moi (Saison 2 - 2020)
- N 48°12' 7.369" W 2° 55' 57.518" (2021)

Série de trois épisodes, réalisée par Robin Aussenac, retraçant la saison 2021 de Gaspard Larsonneur.
- Dérapage (2022)

Projet réalisé par Robin Aussenac qui reprend les images de la saison de freesurf 2021.
- J'irai dormir chez moi (Saison 3 - 2022) [19]

Troisième saison de la web-série J'irai dormir chez moi qui propose de suivre les aventures de surfeurs bretons à bord d'un bus.
- The Opposite (2022)

Réalisée par Robin Aussenac cette vidéo suit le voyage de plusieurs surfeurs, dont Gaspard Larsonneur, aux Mentawai en Indonésie.

## Sponsors
Protest, Rockit surf, Zeus Surfboards, XXIX Twentynine, Vince Surfboards, ESB Surf Club, Banque populaire Grand Ouest.

## Sources et références